# Émile Roux

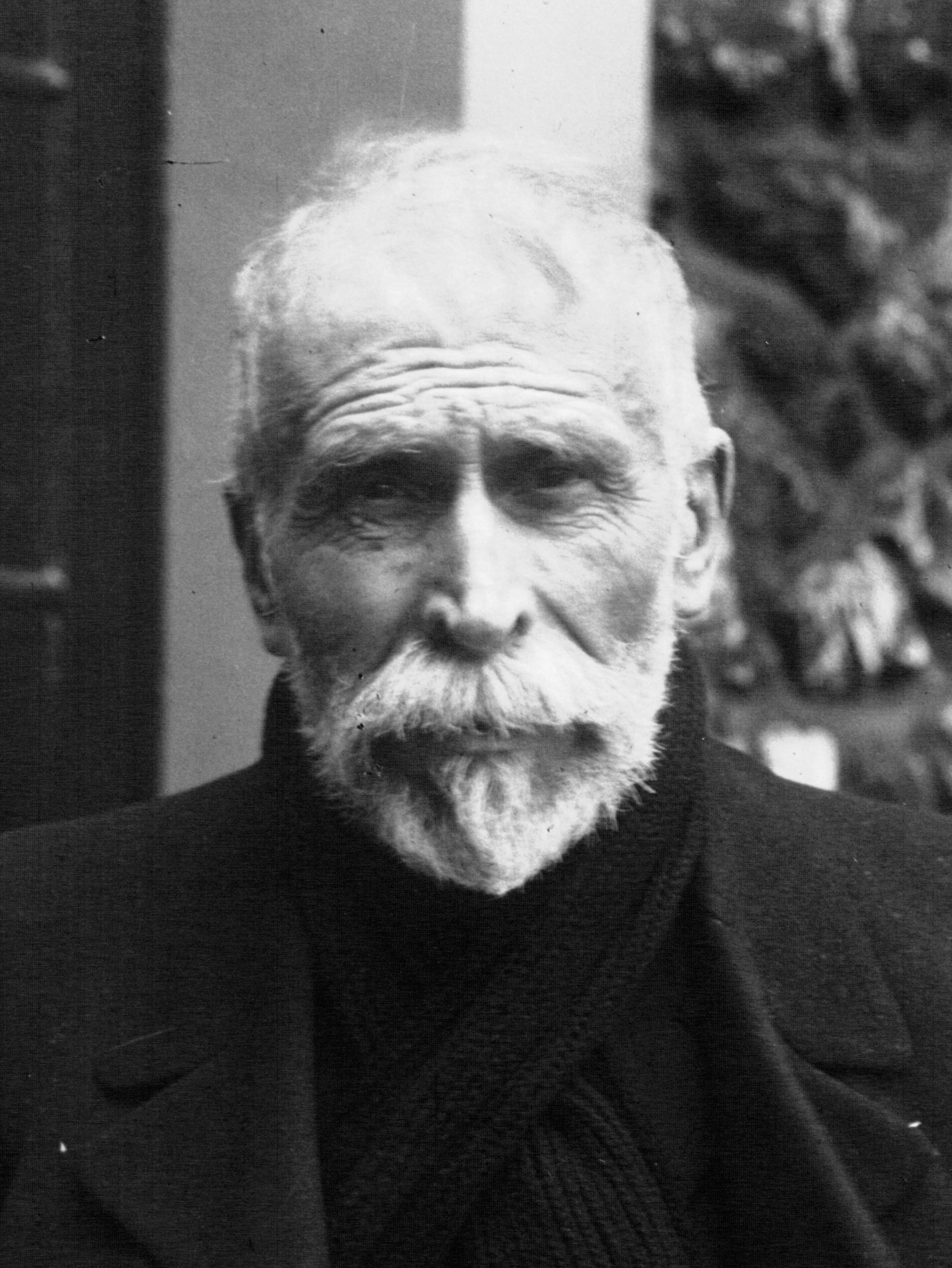
Émile Roux (1927)

Pierre Paul Émile Roux (* 17. Dezember 1853 in Confolens im Département Charente; † 3. November 1933 in Paris) war ein französischer Mediziner, Bakteriologe und Wegbereiter der Mikrobiologie.

## Leben
Roux ging in Aurillac und Puy zur Schule. Er studierte in Clermont-Ferrand zunächst Naturwissenschaften (Abschluss mit Licence 1871) und dann von 1872 bis 1873 Medizin, 1874 bis 1878 setzte er sein Studium am Hôtel-Dieu in Paris bei Émile Duclaux fort.
Roux wurde 1878 Préparateur, das heißt Übungsleiter, am Labor für physiologische Chemie der École pratique des hautes études (EPHE) unter Louis Pasteur. Zusammen mit diesem führte Émile Roux als Assistent wichtige Untersuchungen zum Auslöser von Infektionskrankheiten sowie den Prinzipien der Impfung durch. Am 1888 eröffneten Institut Pasteur gab Roux mikrobiologischen Unterricht und leitete den Service de Microbie Technique. Als Nachfolger von Émile Duclaux wurde er 1904 Generaldirektor des Instituts Pasteur, das er bis zu seinem Tod 1933 leitete. Zugleich war er Direktor des Labors für physiologische Chemie in der II. Sektion (Physik und Chemie) bzw. ab 1926 der III. Sektion (Naturwissenschaften und Physiologie) der EPHE.
Roux entdeckte 1889 das Diphtherietoxin und entwickelte ab 1894 die Serumtherapie insbesondere gegen Diphtherie. Zusammen mit Alexandre Yersin wies er 1888 nach, dass nicht die Bakterien selbst die Symptome der Pest bewirken, sondern das Gift, das unter Sauerstoffabschluss in Laborbehältern von den Bakterien ausgeschieden wird. Mit Edmond Nocard entdeckte er 1898 mit Mycoplasma mycoides, dem Erreger der Lungenseuche der Rinder, das erste bekannte Mykoplasma.

## Ehrungen und Auszeichnungen
1917 wurde er mit der Copley Medal ausgezeichnet.
1899 wurde er zum Mitglied der Académie des sciences, 1913 zum auswärtigen Mitglied der Royal Society sowie 1920 zum auswärtigen Mitglied der Königlich Dänischen Akademie der Wissenschaften gewählt. 1925 wurde er Ehrenmitglied der Russischen Akademie der Wissenschaften. 1945 wurde das französische Militärhospital in Tübingen nach ihm benannt (bis 1982 in Betrieb). Das Kap Roux in der Antarktis trägt seinen Namen. In der Cité Pasteur, einer Wohnsiedlung der bis 1994 in Berlin stationierten französischen Garnison, wurde nach 1968 eine Straße nach ihm benannt.
Zwischen 1901 und 1932 wurde Roux 115-mal für den Nobelpreis für Physiologie oder Medizin vorgeschlagen, schaffte es aber nie diesen wie sein ehemaliger Laborassistent Gaston Ramon zu erhalten. Ein möglicher Grund wird vom Virologen und ehemaligem Sekretär der Königlichen Schwedischen Akademie der Wissenschaften Erling Norrby angeführt, wonach mehrere Nobelpreise bereits für Entdeckungen im Umfeld der Immunologie sowie Infektionskrankheiten vergeben wurden.